# Cot Pohmoh
Cot Pohmoh är ett berg i Indonesien.   Det ligger i provinsen Aceh, i den västra delen av landet, 1 800 km nordväst om huvudstaden Jakarta. Toppen på Cot Pohmoh är 761 meter över havet.
Terrängen runt Cot Pohmoh är huvudsakligen kuperad, men söderut är den bergig.Runt Cot Pohmoh är det glesbefolkat, med 17 invånare per kvadratkilometer. I omgivningarna runt Cot Pohmoh växer i huvudsak städsegrön lövskog.